# 西神原町
西神原町（にしかんばらまち）は福岡県北九州市八幡西区の町。住居表示実施済み。郵便番号は806-0026。

## 地理
八幡西区の北部東側に位置し、北に熊手、東に東神原町、南に東鳴水、西に岡田町と接する。

## 地域の特徴
北縁を東西に山手通りが走り、道沿いに福岡中央銀行 黒崎支店がある。起伏は少なく、南に向かって緩やかに上り勾配となっている住宅地。

## 歴史
1932年（昭和7年）から1934年（昭和9年）の区画整理により整備された地域。

### 地名の由来
大字熊手の字、神原にちなむ。

### 沿革
- 1943年（昭和18年） - 大字熊手，大字鳴水，大字藤田の各一部より神原町新設[4]。
- 1963年（昭和38年）2月1日 - 八幡市、戸畑市、小倉市、若松市、門司市の5市が合併し、北九州市が発足。八幡市神原町は北九州市八幡区神原町となる。
- 1963年（昭和38年）4月1日 - 北九州市が政令指定都市に指定され、八幡区、戸畑区、小倉区、若松区、門司区の5区を設置。北九州市八幡区神原町は北九州市八幡区神原町となる。
- 1968年（昭和43年）6月1日 - 西神原町新設[5]。
- 1974年（昭和49年）4月1日 - 八幡区が八幡西区と八幡東区に分かれ、八幡区西神原町は八幡西区西神原町となる[6]。

### 町名の変遷
| 実施内容          | 実施年月日               | 実施後   | 実施前       |
| ----------------- | ------------------------ | -------- | ------------ |
| 町名新設 住居表示 | 1968年（昭和43年）6月1日 | 西神原町 | 神原町の一部 |

## 世帯数と人口
2025年（令和7年）3月31日現在（北九州市発表）の世帯数と人口は以下の通りである。
| 町       | 世帯数  | 人口  |
| -------- | ------- | ----- |
| 西神原町 | 280世帯 | 438人 |

### 人口の変遷
国勢調査による人口の推移。
| 1995年（平成7年）  | 484人 | [ 8 ]  |  |
| 2000年（平成12年） | 486人 | [ 9 ]  |  |
| 2005年（平成17年） | 446人 | [ 10 ] |  |
| 2010年（平成22年） | 385人 | [ 11 ] |  |
| 2015年（平成27年） | 354人 | [ 12 ] |  |
| 2020年（令和2年）  | 396人 | [ 13 ] |  |

### 世帯数の変遷
国勢調査による世帯数の推移。
| 1995年（平成7年）  | 207世帯 | [ 8 ]  |  |
| 2000年（平成12年） | 209世帯 | [ 9 ]  |  |
| 2005年（平成17年） | 182世帯 | [ 10 ] |  |
| 2010年（平成22年） | 186世帯 | [ 11 ] |  |
| 2015年（平成27年） | 176世帯 | [ 12 ] |  |
| 2020年（令和2年）  | 231世帯 | [ 13 ] |  |

## 学区
市立小・中学校に通う場合、学区は以下の通りとなる。
| 町       | 街区    | 小学校                   | 中学校               |
| -------- | ------- | ------------------------ | -------------------- |
| 西神原町 | 1 - 3番 | 北九州市立黒崎中央小学校 | 北九州市立黒崎中学校 |
| 西神原町 | 4 - 9番 | 北九州市立鳴水小学校     | 北九州市立黒崎中学校 |

## 交通

### バス
域内のバス停と系統は以下のとおりである。
| 運行事業者 | 運行事業者 | 西鉄バス北九州 | 西鉄バス北九州 | 西鉄バス北九州 | 西鉄バス北九州 | 西鉄バス北九州 |
| 系統       | 系統       | 40             | 42             | 73             | 91             | 197            |
| 停留所     | 熊手通     | ○              | ○              | ○              | ○              | ○              |
| 停留所     | 西神原     |                |                | ○              |                |                |

## 施設

### 金融機関
- 福岡中央銀行 黒崎支店